# Letua Cycling Team/Saison 2010
Dieser Artikel listet Erfolge und Mannschaft des Radsportteams Letua in der Saison 2010 auf.

## Erfolge in der Continental Tour
| Datum  | Rennen                     | Kat. | Fahrer       |
| ------ | -------------------------- | ---- | ------------ |
| 1. Mai | 5. Etappe Jelajah Malaysia | 2.2  | Mark O’Brien |

## Zugänge – Abgänge
| Zugänge                     | Team 2009           | Abgänge                        | Team 2010               |
| --------------------------- | ------------------- | ------------------------------ | ----------------------- |
| Mark O’Brien                | Drapac Porsche      | Lars Pria                      | ARBÖ KTM-Gebrüder Weiss |
| Alexis Rodríguez Hernández  | Supermercados Froiz | Serge Herz                     | CKT-Champion System     |
| Raúl Castaño                | Neoprofi            | Jaan Kirsipuu                  | CKT-Champion System     |
| David Cornejo               | Neoprofi            | Ji Wen Low                     | Geumsan Ginseng Asia    |
| Rubén Jiménez               | Neoprofi            | Jeremy Yates                   | Qin Cycling Team        |
| Komsan Kanbanchee           | Neoprofi            | Ahmad Nawawi Anuawar           | Unbekannt               |
| Mohd Shawal Mohd Shafee     | Neoprofi            | Ryan Ariehaan                  | Unbekannt               |
| Edgar Nohales               | Neoprofi            | Md Yusoff Mohd Lutfee          | Unbekannt               |
| Mohd Yazrul Hisham Zulkefli | Neoprofi            | Mark O’Brien (bis 15.05.)      | Unbekannt               |
| Sam Witmitz                 | Neoprofi            | Raúl Castaño (bis 31.07.)      | Unbekannt               |
| James Ibrahim               | Neoprofi            | David Cornejo (bis 31.07.)     | Unbekannt               |
|                             |                     | Rubén Jiménez (bis 31.07.)     | Unbekannt               |
|                             |                     | Komsan Kanbanchee (bis 31.07.) | Unbekannt               |
|                             |                     | Edgar Nohales (bis 31.07.)     | Unbekannt               |
|                             |                     | Alexis Rodríguez (bis 31.07.)  | Unbekannt               |

## Mannschaft
| Name                        | Geburtstag       | Nationalität |
| --------------------------- | ---------------- | ------------ |
| Muhammad Hafiz Azeman       | 2. November 1990 | Malaysia     |
| Adrian Why Kit Chuah        | 21. März 1989    | Malaysia     |
| James Ibrahim               | 14. Oktober 1987 | Ägypten      |
| Fhu Zen Lim                 | 31. August 1984  | Malaysia     |
| Yew Meng Lim                | 8. Februar 1983  | Malaysia     |
| Mohd Rhazif Mohd Salleh     | 23. Mai 1983     | Malaysia     |
| Mohd Shawal Mohd Shafee     | 1. Mai 1991      | Malaysia     |
| Yong Li Ng                  | 6. Oktober 1985  | Malaysia     |
| Mohamed Hafiz Rosli         | 25. Mai 1988     | Malaysia     |
| Abdullah Shahrom            | 20. Juli 1979    | Malaysia     |
| Sam Witmitz                 | 17. März 1985    | Australien   |
| Mohd Yazrul Hisham Zulkefli | 30. April 1990   | Malaysia     |